# Genevieve Ouellet
Genevieve Ouellet (ur. 9 lipca 1985) – kanadyjska niewidoma kolarka. Brązowa medalistka paraolimpijska z Pekinu w 2008 roku.

## Medale Igrzysk Paraolimpijskich

### 2008
- – Kolarstwo – wyścig uliczny – B&VI 1–3